# Metzengerstein
Vous lisez un « bon article » labellisé en 2017.
Metzengerstein, sous-titré dès la seconde édition « un conte imité de l'allemand » (en anglais, Metzengerstein. A Tale in Imitation of the German) est la première nouvelle publiée de l'écrivain américain Edgar Allan Poe. Elle se déroule en Hongrie dans une ambiance gothique et sur fond de haine entre deux familles. Le jeune baron Metzengerstein s'empare du cheval de son rival après un incendie, puis la bête cause sa perte. Cette nouvelle paraît le 14 janvier 1832 dans le Philadelphia Saturday Courier, dans le cadre d'un concours. Rééditée dans le Southern Literary Messenger, elle fait l'objet de commentaires variés, notamment sur l'intention qu'a pu avoir Poe de parodier les contes fantastiques allemands.

## Résumé
L'histoire se situe en Hongrie, dans une région forestière de la Transylvanie, après l'expulsion des Ottomans du territoire en 1763. L'intrigue repose sur la haine opposant deux familles nobles germano-hongroises, à la suite d'une ancienne querelle. La première est représentée par le jeune Frederick, baron Metzengerstein, entré en possession de ses domaines à l'âge de dix-huit ans à la suite du décès de ses parents, qui mène une vie de débauche et tyrannise ses vassaux. La seconde l'est par le vieux Wilhelm, comte Berlifitzing, qui a du sang turc dans les veines. Frederick entretient sa haine en contemplant régulièrement une tapisserie qui illustre la chute du château de Metzengerstein à l'époque de la bataille de Mohács, remportée par les Turcs en 1526. Elle montre un ancêtre turc de Berlifitzing, monté sur un cheval gigantesque, au moment où un Metzengerstein le tue d'un coup de poignard. Une nuit, un incendie se déclare dans les écuries du château Berlifitzing — événement dont le voisinage le juge responsable —, et le comte trouve la mort en tentant de sauver son haras. Pendant que le château du vieux comte flambe, le jeune baron se tourne vers la tapisserie familière et voit avec horreur que le cheval de l'image le regarde avec des yeux flamboyants et « une expression énergique et humaine ». Le baron sort alors de chez lui pour contempler les restes du château en flammes et un cheval s'échappe du milieu de l'incendie. Aucun domestique de Berlifitzing ne le reconnait comme une propriété du comte bien qu'il soit marqué de ses initiales : Metzengerstein le fait alors sien. Lorsque le jeune homme rentre dans sa chambre, il voit un large trou dans sa tapisserie : la partie correspondant à l'image du cheval a disparu.
À la suite de ces événements, Metzengerstein s'isole des gens de sa classe, s'attachant uniquement au mystérieux cheval, dont les qualités physiques s'avèrent tout à fait remarquables. Une nuit de tempête, Metzengerstein part avec le cheval dans la forêt. Pendant son absence, son château prend feu. Peu après, le cheval entraîne son cavalier dans une course effrénée, sans que Metzengerstein ne puisse s'y opposer, malgré ses efforts, et il se jette avec lui dans les flammes.

## Éditions

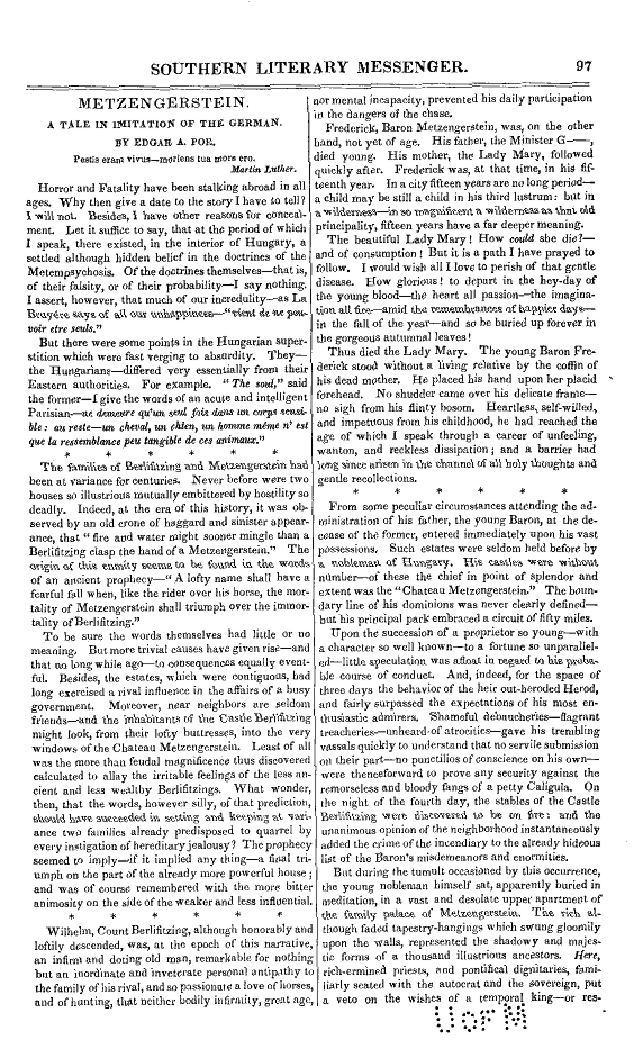
Première réimpression autorisée de la nouvelle, dans le Southern Literary Messenger en janvier 1836.

À l'origine de ce conte, on trouve un concours lancé par le Philadelphia Saturday Courier. Poe a envoyé cinq contes, mais n'a pas obtenu le prix de cent dollars. Le périodique les publie malgré tout, sans indiquer le nom de leur auteur : Metzengerstein le 14 janvier 1832, Le Duc de l'Omelette le 3 mars, Un événement à Jérusalem le 9 juin, Perte d'haleine le 10 novembre, et Bon-Bon le 1er décembre. Le sous-titre, « Un conte imité de l'allemand », a été ajouté lors de sa réédition dans le Southern Literary Messenger en janvier 1836, de manière à profiter de l'intérêt du public pour l'horreur allemande.
Poe envisage de l'inclure dans un recueil de contes intitulé Contes de l'In-Folio (Tales of the Folio Club), mais son projet n'aboutit pas. Le « Folio Club » est une société littéraire fictive qui se réunit une fois par mois pour écouter une histoire, présentée par l'un de ses membres. Le Baltimore Saturday Visiter a publié un appel aux souscripteurs, la somme demandée s'élevant à un dollar. La semaine suivante, toutefois, le journal annonce que l'auteur a retiré ses contes, dans l'espoir de les éditer à Philadelphie. Poe a également projeté de publier ce conte sous le titre Le cheval sombre (The Horse-Shade) dans un autre recueil de nouvelles, Phantasy Pieces, mais celui-ci n'a jamais été édité. Il l'a finalement intégré dans les Contes du grotesque et de l'arabesque, en 1840.
Dans un passage retiré dès la seconde édition, le jeune baron évoque le décès de sa mère, morte de consomption : « La belle madame Marie ! Comment put-elle venir à mourir ? — et de consomption ! Mais voilà un chemin que j'ai prié le ciel de me faire suivre. Je voudrais que tous ceux que j'aime mourussent de cette douce maladie. Qu'il est glorieux de s'en aller en la plus belle saison de son jeune sang — le cœur tout passion l'imagination tout flamme — parmi les ressouvenances de jours plus heureux — au déclin de l'année — et d'être ainsi enseveli pour toujours dans la magnificence des feuilles d'automne ! Ainsi mourut madame Marie. »

## Accueil et influence
Joseph C. Neal évoque le caractère allemand de Metzengerstein et des autres histoires des Contes du grotesque et de l'arabesque dans sa recension, parue dans le Pennsylvanian le 6 décembre 1839 : « Ces parties grotesques et arabesques sont pleines de variété, ensuite irrésistiblement pittoresques et drôles, et encore marquées par tout l'intérêt profond et douloureux de l'école allemande ».
Admirateur de Poe, Rudyard Kipling a écrit : « Ma propre dette personnelle à l'égard de Poe est lourde ». L'une de ses histoires, The Phantom Rickshaw, est inspirée notamment de Metzengerstein, le protagoniste y étant puni par le rickshaw de celle qu'il avait assassinée.

## Analyse
Metzengerstein suit les conventions du roman gothique, notamment le sombre château antique, typique de ce genre de littérature. L'histoire reprend également, signale Dawn Sova, des thèmes propres au gothique : l'« allusion à de secrètes obsessions et à des péchés, des prophéties prémonitoires, la rivalité familiale ». Ces conventions propres au gothique alimentent la création fictionnelle européenne et américaine depuis des décennies, quand Poe les utilise à son tour.

### Imitation des contes allemands
Un désaccord oppose critiques et commentateurs, concernant cette histoire sous-titrée « un conte imité de l'allemand ». Les uns y voient une parodie, exagérant à dessein les thèmes gothiques dans un but satirique ou burlesque,,,,. Entre autres preuves, ils signalent que l'écriture de Metzengerstein se situe dans un contexte d'œuvres non « sérieuses » : les quatre autres histoires publiées par Poe en 1832 relèvent du genre comique, avec une intention « pour moitié badine, pour moitié satirique », selon les mots de Poe. Les cinq nouvelles appartiennent au cycle du Club de l'In-Folio, dont la préface témoigne d'une volonté parodique et satirique. De même, le rôle accordé à « la métempsychose dans le conte semble participer », selon Claude Richard, de cette « intention satirique et parodique lorsque l'on sait que, longtemps après la première publication de Metzengerstein, mais avant l'addition » de la note qui figure dans le conte, « Poe avait eu l'occasion de donner son opinion sur les écrivains qui ont recours à cette "science" pour leurs effets ». L'ironie a aussi un rôle humoristique dans l'histoire : en dépit de la prophétie familiale, suivant laquelle « la mortalité de Metzengerstein triomphera de l’immortalité de Berlifitzing », c'est le contraire qui se passe.
Pour les autres, Poe a cherché à montrer qu'il pouvait écrire de telles histoires, publiées à l'époque dans le Blackwood's Edinburgh Magazine, et rend hommage au Shauerroman (roman gothique). Ils expliquent notamment que, lors des diverses rééditions, Poe a révisé son texte et que les éléments gothiques les plus outranciers en ont été supprimés.
Le ton allemand, et plus généralement européen, donne à l'histoire une ambiance médiévale, bien que l'époque et le lieu où se situent l'intrigue ne soient pas précisés. Son atmosphère mêle des mondes réalistes et surnaturels dans la description des états émotionnels pathologiques. Des auteurs ont supposé qu'il avait pu être influencé par les œuvres de Ludwig Tieck et d'Ernst Theodor Amadeus Hoffmann. Toutefois, Poe n'a qu'une connaissance extrêmement superficielle de l'œuvre de Tieck, et l'on ne trouve que de très rares allusions à cet auteur dans ses textes. De même, il n'a jamais connu Hoffmann qu'indirectement, par l'intermédiaire de l'article que lui a consacré Walter Scott dans le Foreign Quaterly Review en 1827, « On the Supernatural in Fictitious Compositions : Works of Hoffmann », et de l'ouvrage d' Henry Longfellow, Hyperion (1839),.

### Points communs à d'autres œuvres
James Hutchison considère, pour sa part, que ce conte prépare La Chute de la maison Usher. David Huckvale note que par ailleurs, le thème de la métempsycose est très récurrent dans l'œuvre de Poe.
Les yeux, tout à l'heure invisibles, contenaient maintenant une expression énergique et humaine, et ils brillaient d'un rouge ardent et extraordinaire ; et les lèvres distendues de ce cheval à la physionomie enragée laissaient pleinement apercevoir ses dents sépulcrales et dégoûtantes.
Parmi les éléments présents dans Metzengerstein et que l'on retrouve dans des textes ultérieurs, sont signalés le bâtiment sombre et délabré avec des chambres bizarrement bâties, l'isolement de la propriété, à l'écart, les couleurs vives et les voûtes souterraines, ainsi que les thèmes de la vengeance et de la puissance écrasante du mal. Plusieurs histoires comportent également, selon Daniel Hoffman, des protagonistes ayant hérité d'une grande fortune, comme Roderick Usher ou le narrateur de Ligeia ou restaurant leur situation financière, comme Legrand dans Le Scarabée d'or. On a également évoqué le thème symbolique des dents, qui renvoient dans Metzengerstein aux dents « sépulcrales et dégoûtantes » du cheval. Elles réapparaissent comme un signe de mortalité dans La Vérité sur le cas de M. Valdemar, où les lèvres du personnage, « mesmérisé », se tordent sur ses dents, dans Hop-Frog, où le protagoniste grince des dents, et dans Bérénice, où elles sont le seul élément sain de l'héroïne, dans son agonie, et obsèdent le narrateur, Egæus. La mort par les flammes a elle aussi été réemployée dans Hop-Frog, comme forme de punition. Bien que Poe ait voulu égaler, selon certains auteurs, les fictions d'horreur populaires de l'époque (les autres considérant que son but était au contraire de s'en moquer), Metzengerstein comporte, selon Harry Poe, ce qui permet de distinguer ses histoires d'horreur : plutôt que de se concentrer sur le sang et le gore, il explore l'esprit de ses personnages pour mieux les comprendre.

### Éléments autobiographiques
Des auteurs ont signalé des traits autobiographiques dans ce conte. La description du château rappelle Moldavia, la maison de John Allan, le père adoptif de Poe, à Richmond. Si l'on suit cette lecture, le comte représenterait John Allan et Poe, le jeune Metzengerstein, d'autant que, comme son personnage, il a perdu ses parents à un jeune âge. D'après eux, Poe peut avoir trouvé un caractère thérapeutique dans l'écriture de cette histoire : il y détruit John Allan, mais s'y détruit lui-même en retour. Enfin, dans la scène finale de l'incendie, Poe aurait évoqué l'incendie fatal du théâtre de Richmond de décembre 1811, advenu trois semaines après le décès de sa mère, l'actrice Elizabeth Poe,.
Cette lecture a été vivement critiquée, Georges Walter jugeant au contraire que Metzengerstein, « héros négatif [...], adepte hongrois de la métempsycose », est l'archétype du personnage dominé par la fancy (caprice).

## Adaptations
Metzengerstein a fait l'objet d'une adaptation cinématographique de Roger Vadim dans le film à sketch franco-italien Histoires extraordinaires en 1968, avec Jane et Peter Fonda dans les rôles principaux, même si l'intrigue est très éloignée du conte original, Jane Fonda incarnant le cheval. Le compositeur roumain Joan Balan a écrit en 1934 une partition pour piano tirée de ce conte et intitulée Das Feuerpferd (Le cheval de feu).